# Eloy Roy
Eloy Roy es un sacerdote católico canadiense perteneciente a una congregación de misioneros de Quebéc, que ha sido cura párroco en regiones aisladas como Choluteca (Honduras), Tilcara (Argentina) y en China.

## Biografía
En 1988, en Argentina, cuando el gobierno de ese país sancionó la Ley de Punto Final y la Ley de Obediencia Debida, conocidas como las leyes de impunidad, de los crímenes de lesa humanidad cometidos durante la dictadura 1976-1983, Eloy Roy, como cura párroco de Tilcara, le colocó a la Virgen Dolorosa el pañuelo blanco característico de las Madres de Plaza de Mayo. El hecho generó airadas manifestaciones de protestas por parte de sectores conservadores, y Eloy Roy fue trasladado por el obispo del lugar. De allí, Roy se marchó a la China. Diez años después, volvió a Tilcara (Argentina) donde fue recibido como un héroe por los que lo habían acompañado en su lucha. Pero nunca fue rehabilitado. Actualmente (2008) reside en Quebéc, Canadá.